# Руссі
Руссі (італ. Russi) — муніципалітет в Італії, у регіоні Емілія-Романья,  провінція Равенна.
Руссі розташоване на відстані близько 280 км на північ від Рима, 60 км на схід від Болоньї, 14 км на захід від Равенни.
Населення — 12 170 осіб (2014).
Щорічний фестиваль відбувається 23 липня. Покровитель — Sant'Apollinare.

## Демографія
Населення за роками:

Станом на 1 січня 2023 року в муніципалітеті офіційно проживало 1550 іноземців з 68 країн, серед них 640 громадян країн Євросоюзу та 27 громадян України.

## Уродженці
- Джузеппе Бальдіні (*1922 — †2009) — італійський футболіст, нападник, згодом — футбольний тренер.

## Сусідні муніципалітети
- Баньякавалло
- Фаенца
- Форлі
- Равенна